# 宇佐美魁人
宇佐美 魁人（うさみ かいと、1999年8月2日 - ）は、日本の元子役である。
東俳所属。

## テレビドラマ
- 愛讐のロメラ（2008年9月-12月、フジテレビ） - 七瀬亮太（幼少） 役
- 俺たちは天使だ! NO ANGEL NO LUCK 第6話（2009年8月5日、テレビ東京）
- 検事・鬼島平八郎（2010年10月-12月、テレビ朝日） - 鬼島（幼少） 役
- 水戸黄門第42部（2011年、TBS） - 仙太 役

## バラエティその他
- わたしが子どもだったころ（2010年3月、NHK BS hi） - 平泉成 篇

## 映画
- ブタがいた教室（2006年11月1日-、日活） - 生徒 役
- 忍たま乱太郎（2011年7月23日-、ワーナー・ブラザース） - 二郭伊助 役

## CM
- マクドナルドハッピーセット　「仮面ライダーバトル　ガンバライド篇」